# Ын, Эндрю
Эндрю Ын (англ. Andrew Ng; род. 18 апреля 1976 года, Лондон) — американский учёный в области информатики, доцент (англ. adjunct professor) Стэнфордского университета, исследователь робототехники, машинного обучения и искусственного интеллекта. Один из основателей стартапа в области онлайн-обучения Coursera.
Родился в Великобритании, ранние годы провёл в Гонконге и Сингапуре. Учился в Университете Карнеги — Меллона, степень магистра получил в Массачусетском технологическом институте в 1998 году, докторскую диссертацию по проблематике машинного обучения с подкреплением защитил в Калифорнийском университете в Беркли в 2004 году.
Опубликовал более 100 научных работ. В 2007 году за работы в области искусственного интеллекта получил стипендию Слоана.
В 2008 году включён в список 35 наиболее влиятельных инноваторов в возрасте до 35 лет.
В 2011—2012 годах работал в Google, где руководил проектом Google Brain. С мая 2014 года по март 2017 года — главный научный сотрудник лаборатории искусственного интеллекта китайской корпорации Baidu в Кремниевой долине.
В 2017 году учредил фирму DeepLearning.AI, разрабатывающую онлайн-курсы по глубокому обучению. В январе 2018 основал фонд размером $175 млн для поддержки стартапов.
По состоянию на конец 2010-х годов живёт в Лос-Альтосе (Калифорния). В 2014 году женился на Кэрол Рэйли, а в феврале 2019 года в семье родилась дочь Нова.